# Fátima Diame
Fátima Diame Diame (* 22. September 1996 in Valencia) ist eine spanische Leichtathletin, die im Weit- und Dreisprung an den Start geht.

## Sportliche Laufbahn
Erste internationale Erfahrungen sammelte Fátima Diame, die senegalesische Wurzeln hat, bei den Jugendweltmeisterschaften 2013 in Donezk, bei denen sie mit 5,98 m in der Weitsprungqualifikation ausschied, wie auch bei den Juniorenweltmeisterschaften in Eugene im Jahr darauf mit 6,00 m. Im Jahr darauf gewann sie bei den Junioreneuropameisterschaften im schwedischen Eskilstuna mit 6,55 m die Bronzemedaille und 2016 wurde sie mit 5,94 m Sechste bei den U23-Mittelmeerspielen in Radès. Bei den U23-Europameisterschaften 2017 in Bydgoszcz belegte sie mit 13,60 m im Dreisprung den fünften Platz und schied im Weitsprung mit 6,03 m in der Qualifikation aus. Gut drei Wochen später schied sie bei den Weltmeisterschaften in London mit 13,36 m in der Qualifikation aus. 2018 siegte sie bei den U23-Mittelmeerspielen in Jesolo mit 13,82 m im Dreisprung und gewann mit 6,15 m Silber im Weitsprung hinter der Portugiesin Evelise Veiga. Anschließend gewann sie bei den Mittelmeerspielen in Tarragona mit 6,68 m und 13,92 m jeweils die Bronzemedaille. Damit qualifizierte sie sich auch für die Europameisterschaften in Berlin, bei denen sie mit 6,24 m in der Qualifikation ausschied. Anschließend gewann sie bei den Ibero-amerikanischen Meisterschaften in Trujillo mit 6,51 m die Bronzemedaille hinter ihrer Landsfrau Juliet Itoya und Eliane Martins aus Brasilien.
2019 schied sie bei den Halleneuropameisterschaften in Glasgow mit 6,46 m in der Weitsprungqualifikation aus und anschließend erreichte sie bei den Europaspielen in Minsk mit 6,58 m Rang fünf. 2021 gelangte sie dann bei den Halleneuropameisterschaften in Toruń bis in das Finale und belegte dort mit 6,47 m den siebten Platz. Mitte Juli wurde sie bei den Anniversary Games mit 6,67 m Dritte und verpasste anschließend bei den Olympischen Sommerspielen in Tokio mit 6,32 m den Finaleinzug. Im Jahr darauf gelangte sie bei den Hallenweltmeisterschaften in Belgrad mit 6,71 m auf den siebten Platz im Weitsprung. Im Mai siegte sie mit 6,65 m bei den Ibero-Amerikanischen Meisterschaften in La Nucia und kurz darauf siegte sie mit 6,76 m beim Meeting Jaen Paraiso Interior. Im Juni schied sie dann bei den Weltmeisterschaften in Eugene mit 6,54 m in der Qualifikationsrunde aus. 2023 verpasste sie bei den Halleneuropameisterschaften in Istanbul mit 6,48 m den Finaleinzug. Im Juni wurde sie bei der 1. Liga der Team-Europameisterschaft im Zuge der Europaspiele in Chorzów mit 6,56 m Dritte im Weitsprung und im August belegte sie bei den Weltmeisterschaften in Budapest mit 6,82 m im Finale den sechsten Platz. Im Jahr darauf gewann sie bei den Hallenweltmeisterschaften in Glasgow mit 6,78 m die Bronzemedaille im Weitsprung hinter den US-Amerikanerinnen Tara Davis-Woodhall und Monae’ Nichols. Im Juni belegte sie bei den Europameisterschaften in Rom mit 6,69 m den achten Platz. Anschließend schied sie bei den Olympischen Sommerspielen in Paris mit 6,52 m in der Qualifikationsrunde aus.
2025 erreichte sie bei den Halleneuropameisterschaften in Apeldoorn das Finale im Weitsprung und belegte dort mit 6,73 m den fünften Platz, ehe sie bei den Hallenweltmeisterschaften kurz darauf in Nanjing mit 6,72 m die Bronzemedaille hinter der US-Amerikanerin Claire Bryant und Annik Kälin aus der Schweiz gewann.
In den Jahren 2013 und 2017 wurde Diame spanische Meisterin in der 4-mal-100-Meter-Staffel sowie 2019 im Weitsprung. 2014 und 2018 sowie von 2021 bis 2024 wurde sie Hallenmeisterin im Weitsprung und 2014 siegte sie auch im 60-Meter-Lauf.

## Persönliche Bestleistungen
- 100 Meter: 11,64 s (+1,9 m/s), 17. Mai 2014 in Valencia
  - 60 Meter (Halle): 7,38 s, 15. Februar 2014 in Valencia
- Weitsprung: 6,82 m (+2,0 m/s), 29. Juni 2021 in Castellón de la Plana
- Dreisprung: 14,17 m, 12. Februar 2022 in Madrid